# Marumbi
Marumbi ist ein brasilianisches Munizip im Bundesstaat Paraná. Es hat 4.699 Einwohner (2022), die sich Marumbienser nennen. Seine Fläche beträgt 208 km². Es liegt 673 Meter über dem Meeresspiegel.

## Etymologie
Der Name stammt von einem Bach im Gebiet des Munizips, dem Rio Marumbi.

## Geschichte

### Besiedlung
Mitte 1942 wählte die Companhia de Terras Norte do Paraná (heute: Companhia Melhoramentos Norte do Paraná) die Stelle zur Schaffung eines Patrimônios. Die Fruchtbarkeit des Landes zog eine große Zahl von Menschen aus ganz Brasilien an.

### Erhebung zum Munizip
Marumbi  wurde durch das Staatsgesetz Nr. 4245 vom 25. Juli 1960 in den Rang eines Munizips erhoben und am 14. November 1961 als Munizip installiert.

## Geografie

### Fläche und Lage
Marumbi  liegt auf dem Terceiro Planalto Paranaense (der Dritten oder Guarapuava-Hochebene von Paraná) auf 23° 42′ 21″ südlicher Breite und 51° 38′ 20″ westlicher Länge. Es hat eine Fläche von 208 km². Es liegt auf einer Höhe von 673 Metern.

### Vegetation
Das Biom von Marumbi ist Mata Atlântica.

### Klima
In Marumbi herrscht  gemäßigt warmes Klima. Die meiste Zeit im Jahr ist mit erheblichem Niederschlag zu rechnen. Selbst im trockensten Monat fällt eine Menge Regen. Die Klimaklassifikation nach Köppen und Geiger lautet Cfa. Es herrscht im Jahresdurchschnitt eine Temperatur von 21,2 °C. Innerhalb eines Jahres gibt es 1606 mm Niederschlag.

### Gewässer
Marumbi liegt im Einzugsgebiet des Ivaí. Zu ihm fließen der Rio Bom entlang der östlichen und der Ribeirão Cambará entlang der westlichen Grenze des Munizips.

### Straßen
Marumbi liegt abseits der großen Straßen. Über die PRT-466 erreicht man im Nordwesten die BR-369 nach Jandaia do Sul und im Süden Kaloré.

### Nachbarmunizipien
|                   | Jandaia do Sul                              | Cambira        |
| Bom Sucesso       | Kompassrose, die auf Nachbargemeinden zeigt |                |
| São Pedro do Ivaí | Kaloré                                      | Novo Itacolomi |

## Stadtverwaltung
Bürgermeister: Adhemar Francisco Rejani, PSD (2021–2024)
Vizebürgermeisterin: Elaine Maria Ferreira Costa (2021–2024)

## Demografie

### Bevölkerungsentwicklung
| Jahr | Einwohner | Stadt | Land |
| ---- | --------- | ----- | ---- |
| 1970 | 12.554    | 18 %  | 82 % |
| 1980 | 6.733     | 38 %  | 62 % |
| 1991 | 5.007     | 61 %  | 39 % |
| 2000 | 4.612     | 73 %  | 27 % |
| 2010 | 4.603     | 68 %  | 32 % |
| 2022 | 4.699     |       |      |

Quelle: IBGE (2011) und Volkszählung 2022

### Ethnische Zusammensetzung
| Gruppe *    | 1991    | 2000    | 2010    | wer sich als ...                                                                 |
| ----------- | ------- | ------- | ------- | -------------------------------------------------------------------------------- |
| Weiße       | 70,3 %  | 77,2 %  | 74,4 %  | weiß bezeichnet                                                                  |
| Schwarze    | 7,0 %   | 3,1 %   | 2,6 %   | schwarz bezeichnet                                                               |
| Gelbe       | 0,2 %   | 0,1 %   | 0,4 %   | von fernöstlicher Herkunft wie japanisch, chinesisch, koreanisch etc. bezeichnet |
| Braune      | 22,5 %  | 19,5 %  | 22,6 %  | braun oder als Mischung aus mehreren Gruppen bezeichnet                          |
| Indigene    | 0,0 %   | 0,0 %   | 0,0 %   | Ureinwohner oder Indio bezeichnet                                                |
| ohne Angabe | 0,0 %   | 0,1 %   | 0,0 %   |                                                                                  |
| Gesamt      | 100,0 % | 100,0 % | 100,0 % |                                                                                  |

*) Das IBGE verwendet für Volkszählungen ausschließlich diese fünf Gruppen. Es verzichtet bewusst auf Erläuterungen. Die Zugehörigkeit wird vom Einwohner selbst festgelegt.
Quelle: IBGE (Stand: 1991, 2000 und 2010)

## Wirtschaft
Das Munizip ist fast ausschließlich landwirtschaftlich geprägt.